# Stazione di Sakurambo-Higashine
La Stazione di Sakurambo-Higashine (さくらんぼ東根駅?, Sakurambo-Higashine-eki) è una stazione ferroviaria di Higashine, nella prefettura di Yamagata nella regione del Tōhoku.

## Linee
- East Japan Railway Company
  - ■ Yamagata Shinkansen
  - ■ Linea principale Ōu